# Komajia
Komajia è una città e comune del Madagascar situata nel distretto di Mampikony, regione di Sofia. 
La popolazione del comune rilevata nel censimento 2001 era pari a 4 250 unità.